# Torrecaballeros
Torrecaballeros település Spanyolországban, Segovia tartományban. Torrecaballeros Rascafría, Trescasas, Espirdo, Basardilla és Cabanillas del Monte községekkel határos. Lakosainak száma 1496 fő (2024).

## Népesség
A település népessége az elmúlt években az alábbi módon változott:
| Lakosok száma | 550  | 754  | 1003 | 1154 | 1277 | 1305 | 1339 | 1347 | 1410 | 1496 |
|               | 2001 | 2004 | 2007 | 2009 | 2012 | 2014 | 2017 | 2019 | 2022 | 2024 |